# غريغوري ريتشاردسون
غريغوري ريتشاردسون (بالإنجليزية: Gregory Richardson)‏ هو لاعب كرة قدم غياني، ولد في 16 يونيو 1982 في غيانا. شارك مع منتخب غيانا لكرة القدم. أما مع النوادي، فقد لعب مع كولورادو رابيدز ونادي جو بابليك.

## وصلات خارجية
- غريغوري ريتشاردسون على موقع الاتحاد الدولي (مؤرشف)  (الإنجليزية)
- غريغوري ريتشاردسون على موقع الدوري الأمريكي (الإنجليزية)
- غريغوري ريتشاردسون على موقع قاعدة بيانات كرة القدم.إي يو (الإنجليزية)
- غريغوري ريتشاردسون على موقع ناشيونال فوتبول تيمز (الإنجليزية)